# Friedrich von Thun und Hohenstein

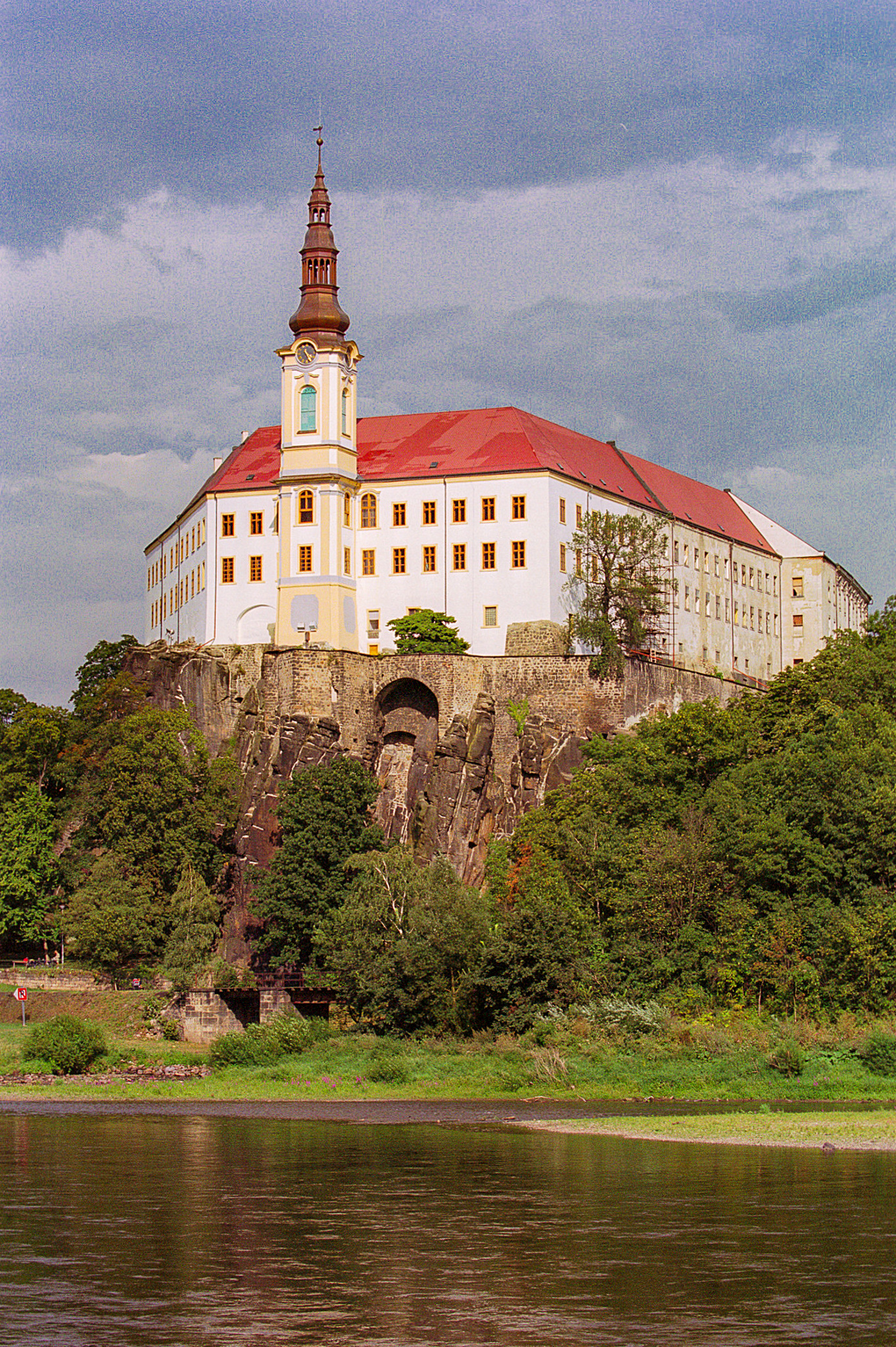
Zamek Thunów w Děčínie (Tetschen)

Friedrich Franz Joseph hr. von Thun und Hohenstein (ur. 7 maja 1810 w Děčín, zm. 24 września 1881 tamże) – austro-węgierski polityk i dyplomata, przewodniczący Sejmu Frankfurckiego, ordynat na Tetschen.

## Życiorys
Urodzony w rodzinie arystokratycznej Thun-Hohenstein na zamku w Tetschen (na terenie Czech). W latach 1827–31 studiował prawo na Uniwersytecie Praskim. W 1835 wstąpił do służby dyplomatycznej, był m.in. attaché ambasady w Hadze, w latach 1838-44 sekretarzem poselstwa w Turynie. W roku 1848 mianowany ambasadorem austriackim w Sztokholmie, w 1849 w Monachium. 
Po stłumieniu rewolucji 1848-49 w Niemczech i Austrii Thun, zręczny polityk, został przedstawicielem Austrii przy wskrzeszonym po rewolucji 1848 Związku Niemieckim, a następnie przewodniczącym przywróconego Sejmu Związkowego zwanego Frankfurckim (Presidentialgesandter des Bundestages), gdzie prowadził antypruską politykę Feliksa Schwarzenberga, szefa rządu austriackiego. Przedstawiciel konserwatywnej frakcji austriackiej, był przeciwnikiem Ottona von Bismarcka, dążącego do dominacji Prus w Związku. W latach 1860–1863 ambasador Austrii w Petersburgu. 
Po wycofaniu się z czynnej służby dyplomatycznej powrócił do Czech. Aktywny w wewnętrznej polityce austriackiej i czeskiej, wybrany do czeskiego Sejmu Krajowego w 1867.
W 1852 odznaczony Krzyżem Wielkim Orderu Leopolda. Od 1879 członek austriackiej Izby Panów.

## Rodzina
Syn Franza Antona i Teresy z hr. Brühl, wnuk Alojzego Fryderyka Brühla, prawnuk Henryka Brühla, dziedzic olbrzymiego majątku ziemskiego w północnych Czechach. Jego młodszym bratem był Leo Thun, również polityk. Żonaty z Leopoldyną hr. von Lamberg, mieli jedenaścioro dzieci:
- Therese (1846-59).
- Franza, 1. ks. von Thun und Hohenstein (1847-1915), premiera Austrii, żonatego z Anną Marią ks. zu Schwarzenberg, a następnie z Ernestine hr. von Thun und Hohenstein.
- Karoline (1848-1916), zamężną z Romanem Damianem ks. Sanguszką.
- Marie (1850-1929), zamężną z Arthurem ks. von Thurn und Taxis.
- Ernestine (1853-1910), ożenioną z Heinrichem hr. von Gudenus. Ich potomkiem jest Johann Gudenus(inne języki)[5][6], bohater afery z Ibizy.
- Wilhelmine (1855-1935), zamężną z Maximilianem hr. von Lerchenfeld.
- Leopoldine (1857-11), zamężną z Franzem hr. von Ledebur-Wicheln.
- Eduarda (1860-85).
- Friedricha (1861-63).
- Jaroslava, 2. ks. von Thun und Hohenstein (1864-1929), żonatego z Marią hr. Chotek (siostrą Zofii ks. von Hohenberg, żony arcyksięcia Franciszka Ferdynanda).
- Josephine (1867-1903), zamężną z Jerzym hr. Hutten-Czapskim. Ich dziećmi byli Józef Czapski (malarz) i Maria Czapska (pisarka), dalszymi potomkami Ludwik M. Łubieński, Janusz Przewłocki, Henryk M. Przewłocki, Róża Thun i Henryk Woźniakowski[7].